# Чашка

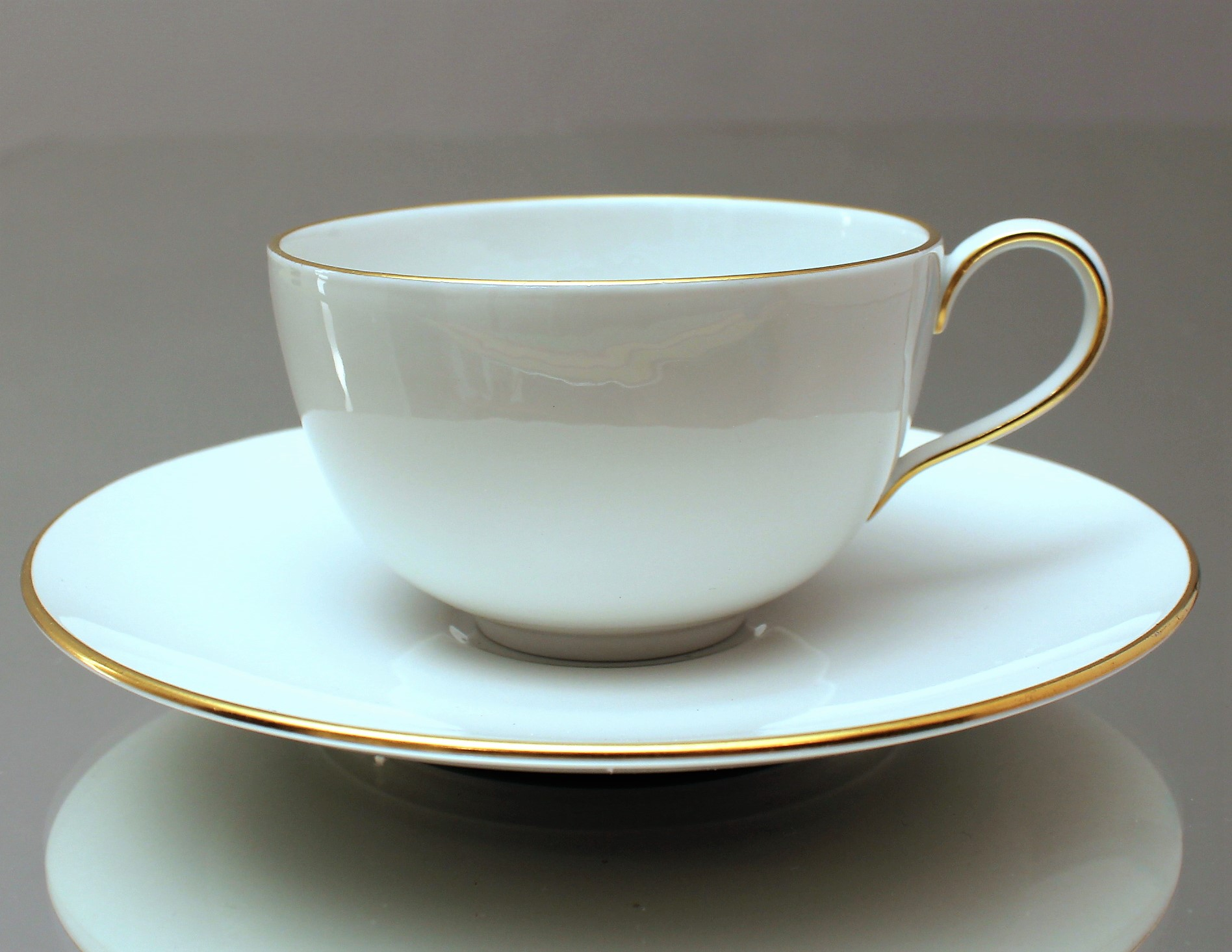
Кофейная пара

Ча́шка — вид чайной посуды для питья чая, кофе и других напитков. Как правило чашки выпускаются в паре с блюдцами. Несколько чашек (обычно 6) входит в состав чайного сервиза.
Виды чашек:
- Чайные — для подачи чая, кофе с молоком, какао. Объём 210—250 мл[1].
- Кофейные — для подачи чёрного кофе (эспрессо, по-восточному). Объём 60—100 мл[1] и более, примерно до 180 мл.
- Бульонные (аппетитные и полуаппетитные[1]) — для подачи бульонов и супов. Объём 300—500 мл[1]. Как правило имеют две ручки. См. бульонка.

## Кофейная чашка демитас

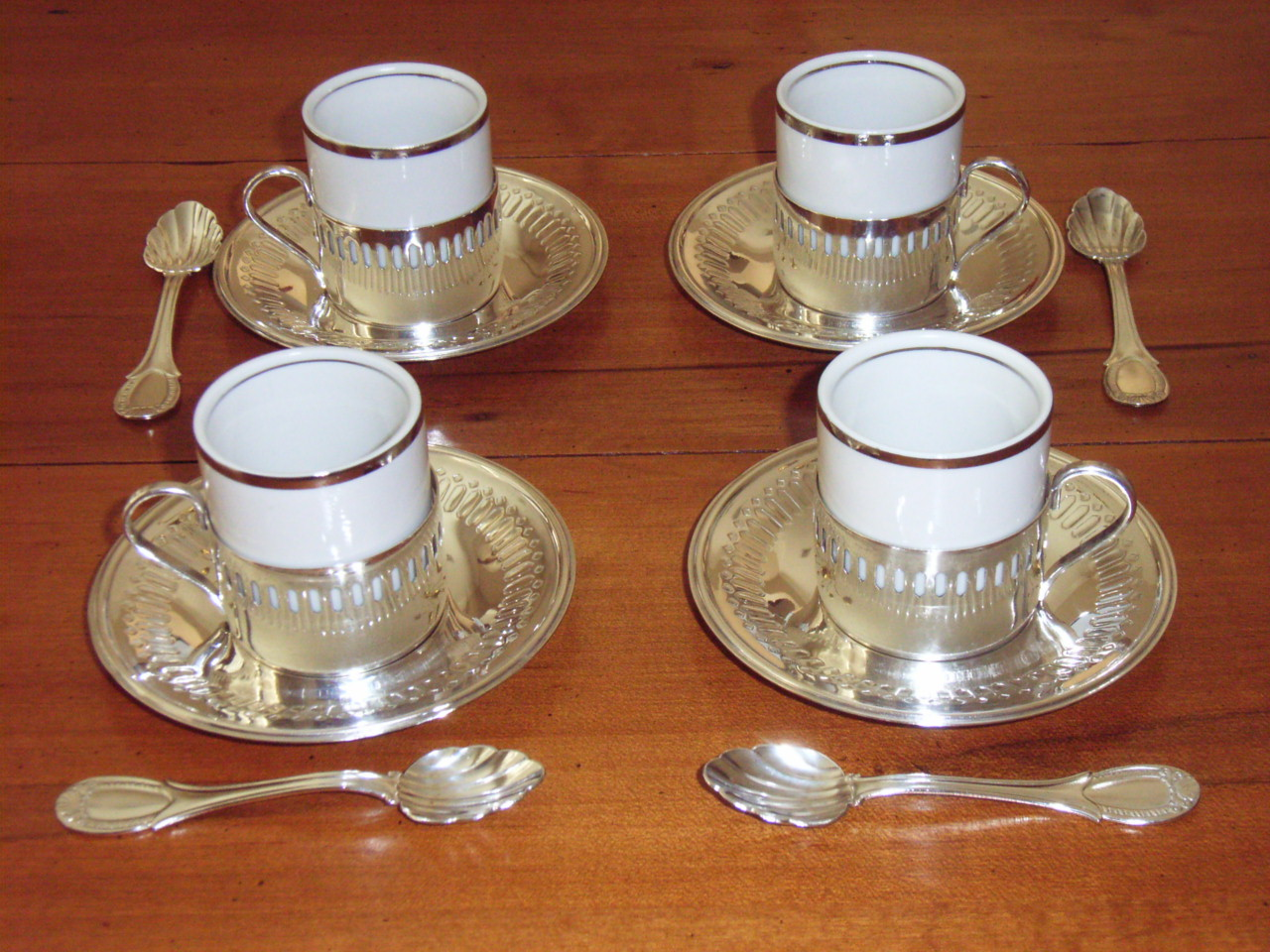
Кофейный сервиз из демитас с подстаканниками и кофейными ложечками

Демитас, демитассе (фр. demi-tasse — получашка) — кофейная чашка для эспрессо или кофе по-восточному.
Объём демитас 60—90 мл, что составляет примерно половину объёма обычной кофейной чашки. В большинстве случаев форма чашки похожа на перевёрнутый усечённый конус, внутри же она имеет яйцеобразную форму. Наличие толстых стенок и уменьшение диаметра дна чашки позволяет дольше сохранить температуру напитка.
Как правило, чашки этого типа изготавливаются из фарфора. Однако для их производства может также использоваться стекло, керамика или нержавеющая сталь.
Второй тип демитаса — выполненные из стекла чашки в металлической оправе.
Существует отдельный вид демитаса для подачи капучино, обладающий большим объёмом — порядка 150 миллилитров.
Демитасы могут служить объектом коллекционирования. Крупнейшая коллекция этих чашек, насчитывающая 650 экземпляров и попавшая в Книгу рекордов Гиннесса, находится в австралийском Ипсвиче. Коллекция была собрана мэром Ипсвича Полем Писасале (англ. Paul Pisasale) и с 1993 года располагается в Ипсвичском городском совете.